# Тросно (Тверская область)
Тросно — опустевший поселок в Нелидовском городском округе Тверской области.

## География
Находится в юго-западной части Тверской области на расстоянии приблизительно 8 км на юго-запад по прямой от города Нелидово на левом берегу речки Тросна.

## История
Деревня была известна с 1760 года как владение помещика Бориса Нелидова. В 1859 году здесь было учтено 2 двора, в 1904 — 6, в 1927 — 7, в 1941 — 7. В 1947-48 годах была проложена узкоколейка для вывоза леса до поселка Межа. В 1950-х годах Тросно делился на две половины — лагерь и вольную. В конце семидесятых годов в поселке проживало около 700 человек. От посёлка Межа до посёлка Тросно несколько раз в сутки курсировали поезда. Развал экономики и Советского Союза практически привели к развалу леспромхоза и выезду населения. До 2018 года поселок входил в состав ныне упразднённого Нелидовского сельского поселения.

## Население
Численность населения: 24 человека (1859 год), 45 (1924), 25 (1927), 32 человека (русские 97 %) в 2002 году, 0 в 2010.